# Сверак, Ян
Ян Све́рак (чеш. Jan Svěrák; род. 6 февраля 1965, Жатец, Чехословакия) — один из наиболее успешных чешских кинорежиссёров со времён Бархатной революции (1989), актёр, продюсер и сценарист.

## Биография
Ян Сверак родился в Жатеце в семье известного сценариста и актёра Зденека Сверака. Учился производству документальных фильмов на факультете кино и телевидения пражской Академии музыкального искусства. Он и его работы получили десятки номинаций и наград, включая Оскар, Хрустальный глобус, Золотой глобус и Tokyo Grand Prix. Короткометражка «Нефтеядные» в 1989 году выиграла Почётную премию иностранных фильмов Студенческой премии Киноакадемии и Специальный приз жюри на Кинофестивале в Кракове.

## Фильмография
| Год  |     | Русское название   | Оригинальное название | Роль                              |
| ---- | --- | ------------------ | --------------------- | --------------------------------- |
| 1984 | кор | Sbohem, nádražíčko | Sbohem, nádražíčko    | режиссёр, сценарист               |
| 1985 | ф   | Však su vinař      | Však su vinař         | режиссёр, сценарист               |
| 1987 | док | Vesmírná Odysea II | Vesmírná Odysea II    | режиссёр, сценарист /короткометр. |
| 1988 | кор | Нефтеядные         | Ropáci                | режиссёр, сценарист               |
| 1991 | ф   | Начальная школа    | Obecná škola          | режиссёр                          |
| 1994 | ф   | Аккумулятор        | Akumulátor 1          | режиссёр, сценарист               |
| 1994 | ф   | Езда               | Jízda                 | режиссёр, сценарист               |
| 1996 | ф   | Коля               | Kolja                 | режиссёр, продюсер                |
| 2001 | ф   | Зияющая синева     | Tmavomodrý svět       | режиссёр, продюсер                |
| 2004 | в   | Tatínek            | Tatínek               | режиссёр, сценарист               |
| 2007 | ф   | Пустая тара        | Vratné lahve          | режиссёр, продюсер                |
| 2010 | ф   | Возвращение Куки   | Kuky se vrací         | режиссёр, сценарист, продюсер     |
| 2017 | ф   | Босиком по стерне  | Po strništi bos       | режиссёр, продюсер                |
| 2022 | ф   | Вифлеемский свет   | Betlémské světlo      | режиссёр, продюсер                |